# Mulheres (telenovela)
Mulheres é uma telenovela portuguesa que foi transmitida originalmente pela TVI entre 1 de junho de 2014 e 26 de setembro de 2015. Foi produzida pela Plural Entertainment e escrita por Raquel Palermo e Eduarda Laia. Trata-se da adaptação da telenovela colombiana El Último Matrimonio Feliz, que foi escrita por Adriana Suárez e Pedro Miguel Rozo, tendo sido produzida pela RCN Televisión.
Foi a sexta telenovela portuguesa (e quarta da TVI) nomeada para os Prémios Emmy Internacional, na categoria de Melhor Telenovela.
Foi retransmitida na TVI entre 22 de março de 2021 e 10 de setembro de 2021, de segunda a sexta, depois de Amar Demais. Nesta última retransmissão, a novela foi emitida em blocos de dois episódios - fazendo dela, de segunda a sexta, a terceira novela do horário nobre da TVI (após a transmissão de duas outras novelas originais) -, substituindo, a partir de 29 de março de 2021, o Extra do Big Brother - Duplo Impacto e sendo substituída pelo Extra do Big Brother 2021. Mulheres foi também, até 24 de abril de 2021, retransmitida os sábados, a seguir a Mental Samurai. Com a estreia da terceira edição de Cabelo Pantene, a 1 de maio de 2021, isso deixou de acontecer. Foi também reexibida na TVI Ficção, de 13 março de 2018 a 6 de novembro desse mesmo ano, tendo sido novamente transmitida naquele canal a partir de 27 de setembro de 2023. 

## Sinopse
Sete casais lisboetas vivem diferentes momentos nas suas relações. Todos têm problemas por resolver. Os desafios que se colocam a cada casal são diferentes - uns mais graves, outros mais comuns e previsíveis... Alguns puramente egoístas. 
Só Mariana e Guilherme Fonseca (Sofia Alves e Albano Jerónimo), casados há 20 anos, parecem ter um casamento à prova de crise. Há quem diga a brincar que os dois têm o último casamento feliz de Portugal. O único problema da vida de Mariana é o excesso de trabalho. Ela é uma vendedora imobiliária de exceção, fechando negócios que todos consideram impossíveis, e o patrão não a deixa descansar.
Um dia, por um descuido com as horas, a sua filha Duda sofre um acidente e Mariana decide que é tempo de fazer mudanças. Demite-se do seu emprego, desistindo de um negócio milionário, e abre uma pequena imobiliária, a Em Sua Casa. Por sua decisão, só contrata mulheres que realmente precisam de trabalho, juntando um grupo sem nenhuma experiência no ramo, mas cheio de vontade de aprender e de dar o seu melhor. É assim que estas mulheres começam a trabalhar juntas. São todas mulheres em crise, mas determinadas a andar com as suas vidas para a frente. 
Quando Mariana descobre que tem cancro da mama, fica de rastos. Todos os projetos são postos em causa. Com medo de perder o amor da sua vida, oculta-lhe a sua doença, entrando numa cadeia de mentiras que Guilherme vai apanhando, sem compreender. A desconfiança instala-se entre os dois.

## Elenco
- Sofia Alves - Mariana Fonseca (Protagonista)
- Fernanda Serrano - Camila Andrade/Marlene Canelas (Protagonista)
- Maria Rueff - Margarida Gomes (Protagonista)
- Paula Lobo Antunes - Diana Flores (Protagonista)
- Jessica Athayde - Bárbara Rodrigues (Protagonista)
- Susana Arrais - Cláudia Cardoso (Protagonista)
- Gabriela Barros - Flávia Ferreira (Protagonista)
- Albano Jerónimo - Guilherme Fonseca (Protagonista)
- João Lagarto - Manuel Andrade (Antagonista)
- Pedro Laginha - Alberto Flores (Coadjuvante)
- Luís Gaspar - Jorge Rodrigues (Antagonista)
- João Reis - Vicente Cardoso (Coadjuvante)
- Afonso Pimentel - Maurício Sousa (Coadjuvante)
- Manuel Wiborg - Armando Gomes (Coadjuvante)
- Cármen Santos - Quitéria Rodrigues (Co-Antagonista)
- Inês de Sá Frias - Eduarda Fonseca - «Duda»
- David Esteves - Sérgio Andrade
- Virgílio Castelo - Hélder Peralta
- Sérgio Praia - Renato Torres
- Sofia Ribeiro - Mónica Santos
- Cristina Homem de Mello - Ester Pimenta
- João Vicente - Emílio Lopes
- Diogo Mesquita - Óscar Marques
- Júlia Belard- Carla Proença
- Maria João Falcão - Ângela Esteves
- Hugo Costa Ramos - Telmo Cavaleiro
- Gustavo Vargas - Gaspar Machado
- Afonso Araújo - Daniel Leiria
- Daniela Melchior - Viviana Gomes
- Leonardo Marques - César Gomes
- Afonso Lagarto - Fábio Canelas
- Margarida Nazário - Clarinha Ferreira Sousa[5]
- Renata Belo - Júlia Canelas

### Elenco adicional
- Lucinda Loureiro - Jacinta Canelas
- Carla Bolito - Enfermeira
- Carlos Cunha - Romeu (porteiro do prédio de Diana e Alberto)
- Carlos Saltão - José (cliente que consulta Bárbara e cuja mulher fica ciumenta)
- Carlos Sebastião - Cabral (cliente que fala com Bárbara no stand da Feira Imobiliária)
- Carolina Cunha e Costa - Paula (colega de turma e amiga de Viviana)
- Catarina Requeijo - Conceição (vizinha de Flávia)
- Delfina Cruz - Cândida
- Duarte Grilo - Xavier Fraga (arquitecto que colabora com a 'Em Sua Casa')
- Duarte Victor - Médico que opera Mariana
- Elisa Lisboa - Esposa de  Euclides
- Elisabete Piecho - Funcionária do Banco que atende Flávia
- Elsa Valentim - Natércia (psicóloga que dá formação pessoal na imobiliária 'Em Sua Casa')
- Emanuel Arada - Vitor (motorista de Torres)
- Fátima Severino - "Odete" (cliente de Diana)"
- Fernando Rodrigues - Dr. Lemos (homem que compra a vivenda da "Em sua casa")
- Francisco Beatriz - Agente PSP a quem Bárbara apresenta queixa de Jorge
- Francisco Arraiol - Francisco (explicador de Camila)
- Gonçalo Portela - Médico que tenta convencer Bárbara a apresentar queixa das agressões de Jorge
- Igor Sampaio - Geraldo (dono da pensão onde Armando e Camila vivem)
- Isabel Leitão - Esposa de José que consulta Bárbara e fica ciumenta
- Joana Bastos - Olga
- João Brás - Álvaro (homem que entrevista Bárbara)
- João D'Ávila - Inácio Pombeiro (marido de Cândida e original proprietário do terreno)
- João Loy - Médico que trata Duda
- João Maria Pinto - Dr. Sabrosa (médico que diagnostica o cancro a Mariana)
- Joaquim Guerreiro - Motorista de Manuel
- José Neves - Orlando
- José Pinto - Euclides (dono do terreno por usucapião vendido a Torres para empreendimento)
- Lourenço Henriques - Empresário (sócio de Torres)
- Luis Romão - Homem a quem Diana mostra a casa e que a corrige
- Luzia Paramés - Médica que trata Bárbara
- Márcia Breia - Marina Silva
- Maria José Baião - Cândida Pombeiro
- Marina Albuquerque - Lucinda (colega de Mónica nos Táxis Capital)
- Mário Jacques - Reitor da universidade onde Vicente dá aulas
- Miguel Monteiro - Cliente de Diana (marido de Odete)
- Miguel Santiago - Beto (amigo de César)
- Miguel Telmo - Dário (dono da Rulotte "Café" no bairro de Flávia
- Nuno Távora - Cristóvão (porteiro do prédio de Diana e Alberto, que substitui Romeu)
- Olívia Ortiz - Liliana Neves
- Patrícia Resende - Filipa (substituta de Sara na ImoAndrade)
- Pedro Luzindro
- Pedro Saavedra - Padre a quem Bárbara pergunta pelo terreno
- Pedro Vieira - Ricardo (jovem namorado de Cândida)
- Raquel Loureiro - Aurora
- Rita do Vale Capela
- Rita Costa Gomes - Solange (melhor amiga de Duda)
- Rosa Villa - Lúcia (empregada dos Andrade)
- Rui M. Silva
- Rute Miranda - Rafaela
- Susana Sá - Jornalista que entrevista Sérgio
- Sylvie Dias - Recepcionista da Convenção Imobiliária em Mortágua
- Tiago Soares - Lígio (amigo de Mónica de quem Armando tem ciúmes)
- Tomás Estrela - Chico (melhor amigo de César)
- Vítor D'Andrade - André Ribeiro (empresário que faz negócio com Bárbara em Mortágua)
- Vítor Correia - Empresário (sócio de Torres)

## Banda sonora
- Mariza - "O Tempo Não Para" (tema do genérico)
- Clark - "Brilho Assassino"
- Polo Norte - "Aprender a ser feliz"
- Mastiksoul - "I'm changing" (feat. Amanda Silva)
- Mastiksoul - "I will love again" (feat. Dmol (tema de Renato e Flávia)
- Per7ume - "III acto"
- Mesa - "Sobre luz" (tema de Diana)
- Tambor - "Fica"
- George Michael - "Let Her Down Easy" (tema de Hélder)
- Ultraleve - "Conta e medida" (tema de Ângela)
- Mafalda Veiga - "Um pouco de céu" (tema de Bárbara)
- Mafalda Veiga - "Cada lugar teu" (tema de Mariana e Guilherme)
- Salto - "O teu par"
- Anaquim -  "Desnecessariamente complicado"
- KAT - "Segue o teu sonho" (tema de Flávia)
- Slimmy - "Hoje eu sinto a falta" (tema de Claudia)
- Orquestrada - "O teu murmúrio" (tema de Margarida)
- Face - "Esfera"
- Face - "Tudo Bem"
- Lissabon - "Fight"
- Sophia - "Ai Lisboa, senti a falta de ti"
- Ellie Goulding - "Burn" (tema de Duda)
- Squeeze Theeze Pleeze - "Hey you"
- HMB com Da Chick - "Feeling" (Tema de Mónica e Armando)
- Dan Riverman - "Fragile Hands" (Tema de Camila)
- Claud - "Sonho de Clarinha" (Tema de Clarinha)

## Audiências
Na estreia, dia 1 de junho de 2014, Mulheres marcou 14,6% de rating e 29,1% de share, sendo um dos piores resultados de estreias da TVI em alguns anos, mas liderou o horário. Ao contrário do habitual, desde o princípio que a novela foi exibida à meia-noite, tal como aconteceu com a novela Mundo ao Contrário. Apesar de algumas dificuldades ao início, Mulheres foi líder em média no horário. A partir de junho de 2015, passou a ser exibida apenas uma vez por semana, alternando entre os sábados e os domingos. Ao fim de 282 episódios exibidos, o episódio final de Mulheres registou 9,1% de rating e 25,7% de share, liderando o horário, mas obtendo um dos piores resultados de um final de telenovela. Este episódio final foi exibido dia 26 de setembro de 2015, sábado, às 22:25.
| Média | Média     | Episódios exibidos | Rating | Share |
| ----- | --------- | ------------------ | ------ | ----- |
| 2014  | Junho     | 26                 | 7,2%   | 23,6% |
| 2014  | Julho     | 27                 | 7,4%   | 24,2% |
| 2014  | Agosto    | 26                 | 8,5%   | 26,9% |
| 2014  | Setembro  | 22                 | 7,9%   | 25,9% |
| 2014  | Outubro   | 22                 | 6,8%   | 24,9% |
| 2014  | Novembro  | 21                 | 6,7%   | 24,6% |
| 2014  | Dezembro  | 17                 | 7,2%   | 27,0% |
| 2015  | Janeiro   | 23                 | 7,3%   | 25,6% |
| 2015  | Fevereiro | 20                 | 6,3%   | 24,0% |
| 2015  | Março     | 20                 | 6,4%   | 25,2% |
| 2015  | Abril     | 21                 | 6,0%   | 23,5% |
| 2015  | Maio      | 20                 | 6,2%   | 24,0% |
| 2015  | Junho     | 4                  | 7,7%   | 23,8% |
| 2015  | Julho     | 4                  | 8,2%   | 21,7% |
| 2015  | Agosto    | 5                  | 7,7%   | 22,0% |
| 2015  | Setembro  | 4                  | 8,7%   | 25,9% |
| Total | Total     | 282                | 7,3%   | 24,6% |

- Cada ponto de Rating equivale a 95 000 espetadores

## Prémios
| Ano  | Prémio             | Categoria         | Resultado |
| ---- | ------------------ | ----------------- | --------- |
| 2015 | Emmy Internacional | Melhor Telenovela | Indicado  |